# Bloque Central de las FARC-EP
El Bloque Central o Comando Conjunto Central Adán Izquierdo era una de las 7 unidades subdivisionales de la guerrilla de las Fuerzas Armadas Revolucionarias de Colombia Ejército del Pueblo. (FARC-EP).

## Historia
Creado en 1993, en el Departamento del Tolima (donde nacieron y operaron las FARC-EP), su primer comandante fue 'Adán Izquierdo' muerto en el 2000 y reemplazado por Jerónimo Galeano. En 2002 estaba conformado por 1180 guerrilleros, pero desde 2008 se desarticuló el Frente Tulio Varón,el  Frente 50 y la compañía Jacobo Prias Alape. En 2010 se terminaron la Escuela Manuel Murillo Toro, la Escuela Manuel Cepeda, la compañía Miller Salcedo, y la compañía Claudia Patricia Rayo.Estuvo liderado por Guillermo León Sáenz Vargas Alfonso Cano, debido a las supuestas desmovilizaciones masivas en 2006, relevando a 'Jerónimo Galeano' abatido en 2011, su representación fue tomada por Pablo Catatumbo tras la muerte de Alfonso Cano y contaba con 446 guerrilleros hasta 2009. En 2013  desaparecen el Frente 66 del Bloque Sur y las compañías Alfredo González y política René González. Finalmente, entre 2014 y 2015 salen las compañías Héroes de Marquetalia, Daniel Aldana, Libardo Rojas y Unidad Cajamarca. Este bloque fue debilitado por las Fuerzas Militares en especial por la Fuerza de Tarea Zeus.

### Falsa desmovilización del "Bloque Cacica La Gaitana"
El 6 de marzo del 2006, aproximadamente 30 guerrilleros del "bloque Cacica la Gaitana" se desmovilizaron cerca de 52 milicianos y en ella actuó como miembro representante del grupo ante la Oficina del Alto Comisionado para la Paz Raúl Agudelo Medina, alias ‘Olivo Saldaña’, quien remitió a dicha oficina el listado oficial del grupo que fue certificado como desmovilizado, esto en la cabecera municipal de La Tebaida (Quindío). El bloque además de entregar 26 fusiles, varias armas hechizas y municiones, entregó a las autoridades una avioneta. Pero después de una investigación, autoridades y exguerrilleros confirmaron que ninguno de los desmovilizados siquiera pertenecían a alguna organización guerrillera, suspendiendo sus beneficios como desmovilizados en diciembre del 2011.
Después de varios años de investigación, apunta que el Ejército Nacional pudo haber estado detrás de la supuesta entrega, siendo la principal que la avioneta entregada por los supuestos guerrilleros, así como algunos uniformes, fueron suministrados por el Ejército Nacional, además de que Raúl Agudelo Medina, alias "Olivo Saldaña", promotor de la desmovilización, el cual estaba preso desde agosto de 2004 (acusado de rebelión, homicidio, secuestro y extorsión, pesaban contra él 19 procesos judiciales) y que el 6 de marzo el gobierno le "otorgó la condición de miembro representante, esta vez por ocho días, para liderar la desmovilización de la compañía ‘La Gaitana' de las FARC-EP". Tiempo después fue comisionado como gestor de paz junto a otros exguerrilleros. Este escándalo fue uno de los más controversiales y embarazosos durante el proceso de desmovilización de las FARC-EP. Además, no era la primera vez que alias "Olivo Saldaña" participaba en una falsa desmovilización, participando en el falso desarme del "Bloque Norma Patricia Galeano", en noviembre del 2006.

## Miembros notables
| Jerarquía                                 | Alias            | Nombre                          | Nota                      |
| ----------------------------------------- | ---------------- | ------------------------------- | ------------------------- |
| Jefe del Bloque, miembro del Secretariado | Pablo Catatumbo  | Jorge Torres Victoria           | Desmovilizado             |
| Jefe del Bloque, miembro del Secretariado | Alfonso Cano     | Guillermo León Sáenz Vargas     | Abatido en 2011.          |
| Jefe del Bloque                           | Adán Izquierdo   | William Manjarrés               | Muerto en 2000.           |
| Jefe del Bloque                           | Jerónimo Galeano | Arquímedes Muñoz Villamil       | Abatido en 2011.          |
| Comandante Frente 21                      | Wilson Saavedra  | Jorge Enrique Corredor González | Desmovilizado y asesinado |
| Jefe de la columna Alfredo González       | Arnulfo          |                                 | Abatido                   |

## Estructura y zonas de acción
Tenía 3 columnas móviles (Héroes de Marquetalia y Jacobo Prías Alape, Miller Salcedo) y 3 compañías móviles. También poseía 3 Frentes (21, 25, 50).
| Estructura                           | Departamento        |
| Frente 21, Cacica La Gaitana         | Tolima              |
| Frente 25, Armando Ríos              | Tolima              |
| Frente 50 Cacique Calarcá            | Quindío y Risaralda |
| Compañía Móvil Daniel Aldana         | Tolima              |
| Compañía Móvil Héroes de Marquetalia | Tolima              |
| Compañía Móvil Jacobo Prias Alape    | Tolima              |
| Compañía Tulio Varón                 | Tolima              |
| Compañía Móvil Miler Salcedo         | Tolima              |
| Comisión de Finanzas Manuelita Sáenz | Tolima              |
| Comisión Política René González      | Tolima              |
| Escuela Hernán Murillo Toro          | Tolima              |
| Emisora Manuel Cepeda Vargas         | Tolima              |
| Columna 'Alfredo González'           | Tolima              |

## Delitos y financiación
No se le encontraron insumos para producir pasta de coca, tampoco para el sembrado de coca, de laboratorios para el proceso de droga o de estupefacientes. Reclutamiento de menores.
Masacres
Chaparral, Tolima (1998)
Rovira,Tolima(1999): 4 muertos.
San Antonio,Tolima(1999): 6  muertos.
Génova, Quindío (1999): 5 muertos.
Rioblanco, Tolima (2000): 14 muertos
Cunday, Tolima (2000) :4 muertos
Ataco, Tolima (2000): 4 muertos.
Líbano, Tolima(2001): 4 muertos.
Prado, Tolima (2001): 7 muertos.
Colombia, Huila (2002): 8 muertos.
Timaná, Huila (2004): 4 muertos.

## Proceso de paz y desmovilización
Zona Veredal de 'Marquetalia Cuna de la Resistencia’, ubicada en el municipio de Gaitania (Tolima).